# Jack In The Box (成田昭次のアルバム)
『Jack In The Box』（ジャック・イン・ザ・ボックス）は成田昭次の2枚目のアルバム。

## 内容
前作の『WUDDAYACALLIT』に続き、全曲の作曲を成田昭次が行い、全曲の作詞を小竹正人が担当した。

## 収録曲
1. WHAT'S WHAT
2. INFERNO!
3. エデンの園
4. BED ROOM
5. ZIG ZAG
6. GO AHEAD
7. ピリオド
8. X'mas Politician
9. ミスマッチ
10. HAVE A NICE TRIP

作詞：小竹正人　作曲：成田昭次(#ALL)
編曲：成田忍(#1, 3, 7)、岩田雅之(#2, 4, 6, 9)、坂井紀雄(#5, 10)、西川進(#8)